# Kintpuash
Kintpuash (pol. Uderzający Zuchwale W Wodę, ps. Captain Jack) (ur. ok. 1837, zm. 3 października 1873) – wódz północnoamerykańskich Indian z plemienia Modoków zamieszkujących na granicy Kalifornii i Oregonu nad Tule Lake.

## Życiorys
Latem 1872 roku odmówił powrotu do rezerwatu i stawił opór wojsku, co zainicjowało konflikt zbrojny z siłami rządowymi Stanów Zjednoczonych (wojna Modoków). Z kilkudziesięcioma wojownikami bronił się w świętym miejscu Modoków – Lava Beds. Naciskany przez swoich ludzi, w czasie negocjacji pokojowych z wojskiem zastrzelił generała Canby'ego. Wymknął się z otoczonego przez wojsko kanionu. Ścigany przez przeważające siły liczące około tysiąca żołnierzy, wspomagane przez renegatów z własnego plemienia – którzy najpierw napadali na osadników, potem naciskali na wodza, by toczył walkę, a następnie go opuścili – wymykał się pogoni z grupą trzydziestu siedmiu wojowników. Skapitulował z ostatnimi trzema, którzy nie opuścili go do końca. Został osądzony w Forcie Klamath w lipcu 1873 roku. Tam amerykańscy urzędnicy skazali go na śmierć i powiesili.
Pozostali przy życiu Modokowie zostali przesiedleni na Terytorium Indiańskie. W 1909 roku pozostałym przy życiu pięćdziesięciu jeden członkom plemienia pozwolono na powrót do Oregonu i wydzielono niewielki rezerwat.